# Guncati (gmina Knić)
Guncati (cyr. Гунцати) – wieś w Serbii, w okręgu szumadijskim, w gminie Knić. W 2011 roku liczyła 844 mieszkańców.